# Bohlinia
Bohlinia — викопний рід родини жирафових (Giraffidae), який жив у пізньому міоцені в Європі та Африці. Його вперше назвав палеонтолог доктор У. Метью в 1929 році, і містить два види, B. adoumi та B. attica. Вид B. attica був повторно класифікований кілька разів, оскільки його опис був спочатку названий Camelopardalis attica, а потім перекласифікований як Giraffa attica.